# 413
413 (CDXIII) fue un año común comenzado en miércoles del calendario juliano, en vigor en aquella fecha.
En el Imperio romano, el año fue nombrado como el del consulado de Hercliano y Lucio, o menos comúnmente, como el 1166 Ab urbe condita, adquiriendo su denominación como 413 a principios de la Edad Media, al establecerse el anno Domini.

## Acontecimientos
- Tras el sitio de Valence (Drôme) (Francia), los visigodos capturan al usurpador Jovino y lo entregan a Póstumo Dardano para su ejecución.

## Fallecimientos
- Gwanggaeto el Grande de Goguryeo 19.º monarca de Goguryeo.
- Heracliano: usurpador del Imperio Romano.
- Jovino: usurpador del Imperio Romano.
- Kumarajiva: estudioso y traductor de escrituras budistas al chino.
- Marcelino de Cartagoː diplomático hispanorromano.